# Profilo d'uomo
Il Profilo d'uomo o Ritratto virile è un dipinto, tempera su tavola (32,3x28,8 cm), attribuito ad Andrea Mantegna con datazione oscillante tra il 1448-1450 e il 1460-1462. Si trova conservato nel Museo Poldi Pezzoli di Milano.

## Storia
L'attribuzione e la datazione del dipinto sono incerte. Tra i nomi fatti come artefici dell'opera ci sono anche quelli di Cosmè Tura, di Francesco Bonsignori e di altri. L'ipotesi che si tratti di un'opera di Mantegna vede due possibili datazioni: una legata al soggiorno ferrarese (1448-1450), rivelando affinità luministiche con le opere di Rogier van der Weyden che Mantegna aveva forse incontrato (o comunque ne doveva aver visto le opere) a Ferrara, e una legata all'arrivo del pittore a Mantova (1460), quando gli vennero affidati vari ritratti in qualità di pittore di corte.
L'abito e il copricapo del personaggio fanno pensare a un magistrato veneziano o un giureconsulto, o in ogni caso un uomo di alto lignaggio.

## Descrizione e stile
Il personaggio, un uomo anziano, è ritratto con un ricco abito rosso, di profilo su uno sfondo scuro. La posa laterale era consueta nell'arte nelle corti italiane del tempo, ed era mutuata dalle effigi umanistiche dei vir illustris, a loro volta ispirate alla numismatica romana di età imperiale.
Notevole è l'uso della luce radente, proveniente da sinistra, che fa stagliare con forza la linea del profilo, individuando anche con incisività le caratteristiche fisiognomiche individuali del soggetto. Con brevi tocchi di pennello sono accennati particolari di grande realismo, come la barba incolta sul mento e le vene pulsanti della tempia. Ben modellato è anche il panneggio del copricapo, che si intreccia ricadendo mollemente sulla spalla.
Lo sfondo scuro, estremamente sobrio, era un tempo azzurro, realizzato con il prezioso blu di lapislazzuli.